# Aleksandar Sarievski
Aleksandar Sarievski (makedonski: Александар Сариевски) (selo Galičnik pored Debra 20. lipnja 1922. – Skoplje 19. prosinca 2002.) bio je najpoznatiji pjevač i skladatelj makedonske narodne glazbe.

## Životopis
Sarievski je rođen u selu Galičniku pored Debra, srednju školu završio je u Skoplju, tu se naučio svirati harmoniku i počeo zanimati za glazbu. Odmah nakon Drugog svjetskog rata, već 1946. snimio je za Radio Skoplje svoju prvu pjesmu A bre nevesto oko kalešo, time je otpočela njegova bogata glazbena karijera, koja je trajala gotovo šest desetljeća.
Sarievski je bio jedan od osnivača poznatog makedonskog profesionalnog folklornog ansambla Tanec (osnovan 1949. godine u Skoplju), s kojim je surađivao i nastupao tijekom cijele svoje karijere kao njihov gost.
Aleksandar Sarievski bio je vrijedan sakupljač i prvi interpret makedonskih narodnih pjesama, koje su u njegovoj izvedbi postale poznate širom svijeta, poput pjesama; Jovano, Jovanke, More Sokol Pije, Aber dojde Donke, Uči me majko, karaj me i brojnih drugih pjesama. Pored toga što je otkrivao bogato glazbeno narodno blago, on je bio i autor brojnih pjesama, pisanih u istoj tradiciji, najpoznatija njegova kompozicija je svakako; Zajdi, zajdi, jasno sonce, koja je ponovno postala popularna 2000-ih u izvedbi Toše Proeskog i brojnih drugih glazbenika. Tijekom svoje bogate i plodne karijere snimio je oko 400 pjesama.
Aleksandar Sarievski umro je u Skoplju 2002. u dobi od 80 godina.
Neke od najpoznatijih pjesamama u izvedbi Aleksandra Sarievskog:
- Zajdi, zajdi, jasno sonce
- Kako što e taa čaša
- Uči me majko, karaj me
- Jovano, Јоvanke
- More sokol pije
- Dej gidi ludi mladi godini
- Aber dojde Donke
- Zajko kukurajko
- Oj ovčare mlad čobane
- Kondisal ajradin paša i brojne druge.

## Vanjske poveznice
- Neke od pjesama Aleksandra Sarievskog s portala Soros.org
- Aleksandar Sarievski pjeva Zajdi, zajdi, jasno sonce (YouTube)